# ルイス・マルセロ・モライス・ドス・ヘイス
ルリーニャ（Lulinha）ことルイス・マルセロ・モライス・ドス・ヘイス（Luiz Marcelo Morais dos Reis、1990年4月10日 - ）は、ブラジル・サンパウロ州マウア出身のサッカー選手。ポジションはフォワード、ミッドフィールダー。
Kリーグ、Jリーグ時代の登録名はルリーニャ（ハングル: 룰리냐）。

## 来歴
8歳でコリンチャンスの下部組織に入るまでは、フットサルをプレーしていた。2007年の南米U-17選手権では、7試合で12得点を決める大活躍を見せ、ブラジル代表を優勝に導いた。同年のパンアメリカン競技大会では3試合で3得点した。欧州のクラブへの移籍が噂されたが、2007年末にコリンチャンスとの契約を2012年まで延長した。ルリーニャにはFCバルセロナやチェルシーFCなどが興味を示した。コリンチャンスのオーナーのアンドレ・サントスは「ルリーニャを獲得したければ3500万ユーロ（2400万ポンド）が必要で、選手自身が25%の権利を持っている」と語った。
2009年7月23日、ポルトガル・リーガ・デ・オンラのエストリルに1年間の契約で期限付き移籍した。2010年8月、SCオリャネンセにレンタル移籍した。
2020年1月10日、J2リーグのジュビロ磐田に完全移籍加入。しかし、シーズン終了後に契約満了により退団。
2021年4月4日、同じくJ2リーグのモンテディオ山形に加入。しかし、シーズン半ばの7月31日に契約満了で退団。
その後は1年近く無所属期間が続いたが、2022年5月9日にインドネシア・リーガ1のマドゥラ・ユナイテッドFCに加入。

## 個人成績
| 国内大会個人成績 | 国内大会個人成績 | 国内大会個人成績 | 国内大会個人成績 | 国内大会個人成績 | 国内大会個人成績 | 国内大会個人成績 | 国内大会個人成績 | 国内大会個人成績 | 国内大会個人成績 | 国内大会個人成績 | 国内大会個人成績 |
| 年度             | クラブ           | 背番号           | リーグ           | リーグ戦         | リーグ戦         | リーグ杯         | リーグ杯         | オープン杯       | オープン杯       | 期間通算         | 期間通算         |
| 年度             | クラブ           | 背番号           | リーグ           | 出場             | 得点             | 出場             | 得点             | 出場             | 得点             | 出場             | 得点             |
| 日本             | 日本             | 日本             | 日本             | リーグ戦         | リーグ戦         | リーグ杯         | リーグ杯         | 天皇杯           | 天皇杯           | 期間通算         | 期間通算         |
| ---------------- | ---------------- | ---------------- | ---------------- | ---------------- | ---------------- | ---------------- | ---------------- | ---------------- | ---------------- | ---------------- | ---------------- |
| 2020             | 磐田             | 20               | J2               | 26               | 5                | -                | -                |                  |                  |                  |                  |
| 2021             | 山形             | 20               | J2               | 10               | 0                | -                | -                |                  |                  |                  |                  |
| 通算             | 日本             | 日本             | J2               | 36               | 5                | -                | -                |                  |                  |                  |                  |
| 総通算           | 総通算           | 総通算           | 総通算           | 36               | 5                | 0                | 0                |                  |                  |                  |                  |

## タイトル

### クラブ
コリンチャンス
- コパ・サンパウロ・ジ・フチボウ・ジュニオール（ポルトガル語版）：2005
- ブラジル全国選手権2部：2008
- サンパウロ州選手権：2009
- コパ・ド・ブラジル：2009

### 代表
U-17ブラジル代表
- 南米U-17選手権：2007